# Le Capitan
Pour les articles homonymes, voir Le Capitan (homonymie).
Le Capitan est un roman de l'auteur français Michel Zévaco paru en 1907 après une première publication en feuilleton dans le quotidien Le Matin dès 1906.

## Résumé
En 1616, à l’époque de la régence de Marie de Médicis, Adhémar de Trémazenc de Capestang, gentilhomme gascon désargenté, monte à Paris pour chercher fortune. Sur le chemin, il déjoue une tentative d’enlèvement de la fille du duc d’Angoulême par le sinistre favori de la régente, Concino Concini, futur maréchal d’Ancre, que le jeune homme blesse au bras. Le père de Gisèle d’Angoulême est en effet à la tête d’une conspiration de Grands du royaume visant à renverser la Régence, à chasser Concini et son épouse Léonora Galigaï et à remplacer le roi.
Muni des rubans de Gisèle, Capestang, qu’on surnommera le Capitan, parvient à infiltrer une réunion des factieux, qu’il tente de gagner à la cause du jeune Louis XIII.
Il sauve la vie du Roi lors d'une tentative de meurtre pendant une partie de chasse  au faucon puis il est admis à la cour et s’attire la haine de Richelieu. Devenu l’ami du roi, il déjoue plusieurs complots, échappe aux diverses tentatives de Concini de le faire disparaitre, sauve le roi et le royaume. Une fois Concini exécuté, la reine mère éloignée à Blois, le roi bénit son union avec Gisèle d’Angoulême, dont Capestang est tombé amoureux.
Ce récit comprend de nombreux anachronismes. L’un des personnages principaux de l’histoire, Cinq-Mars ne naitra qu’en 1620, 4 ans après le début de l’action, qui se déroule en 1616, et Marion Delorme, autre personnage important, n'aurait eu que 3 ans.

## Adaptations
- Le Capitan, film français en noir et blanc de Robert Vernay, sorti en 1946.
- Le Capitan, film français en couleurs d'André Hunebelle, sorti en 1960, avec Jean Marais et Bourvil